# Jianhua (socken i Kina, Sichuan)
Jianhua (kinesiska: 建华乡, 建华) är en socken i Kina. Den ligger i provinsen Sichuan, i den sydvästra delen av landet, omkring 130 kilometer sydost om provinshuvudstaden Chengdu.
Genomsnittlig årsnederbörd är 1 420 millimeter. Den regnigaste månaden är september, med i genomsnitt 265 mm nederbörd, och den torraste är december, med 14 mm nederbörd.